# MONSTER角色列表
這是有關动画和漫画作品「MONSTER」的人物列表。

## 登場人物

### 主要人物
天馬賢三（天馬醫生）（Dr. Kenzō Tenma）
配音：木內秀信／幼少期：小野未喜（日本）；陳欣（香港）
出生於1958年1月2日神奈川縣橫濱市，畢業於杜塞爾多夫大學醫學系。德國杜塞爾多夫艾斯勒紀念醫院的天才外科醫生，其醫術精湛並熱心於研究醫學及工作，認為生命是平等的，而患者都對其十分敬仰。與院長女兒艾娃訂婚，被同事看好能夠晉升外科主任，卻因一次違抗院長指示首先為市長動手術的命令，選擇為另一名優先送到醫院頭部被槍擊的少年「約翰」進行手術，令天馬失去了院長的信任而地位受到打擊，隨後艾娃解除婚約，外科主任的人選另有其人。就在天馬灰心喪志之時，院長等3名醫生離奇死亡，而「約翰」與雙胞胎妹妹同時失蹤，天馬醫生卻因禍得福被升為外科主任。9年後天馬醫生捲入一起殺人事件，少年「約翰」再度出現並承認自己是殺害院長等人的真兇。得知真相的天馬醫生對於當時救回「約翰」感到耿耿於懷，認為自己救活了一個泯滅人性的殺人兇手。由於天馬在追尋約翰的途中與其犯案行跡重疊，再加上因院長等人死亡而獲得升為主任之利，被警方列為犯罪嫌疑人進行追緝。於是，天馬開始逃亡並繼續追殺「約翰」。
約翰·李貝特（Johan Liebert，香港譯名：約翰·利貝爾）
配音：佐佐木望／幼少期：上村祐翔（日本）；梁偉德／幼少期：袁淑珍（香港）
雙胞胎少年，出生於1975年5月，生父為捷克斯洛伐克軍官，母親為教師。捷克斯洛伐克計劃所產生出來，宛如怪物般完美的天才，對人所產生的恐懼感到興趣。善於引導他人內心黑暗處，使其自我毀滅或巧妙地控制他人。
隨著為東德貿局顧問的養父母越境至西德，並被電視台報導。之後父母遭到殺害，自己也被槍擊頭部但仍有生命跡象，被送到德國杜塞爾多夫艾斯勒紀念醫院，並由天馬醫生進行手術。不久醫院發生命案院長等3名醫生離奇死亡，同時與雙胞胎妹妹一同失蹤。9年後再度出現在天馬醫生面前，表示自己是當年殺害院長的兇手，並在天馬醫生面前槍殺一名被當作殺人嫌疑人的病患後，再度離開。因為被天馬醫生救過性命而將他視為再生父親般的存在，所以沒有殺死天馬，要讓天馬一同看看自己眼中的「結束的風景」。
他在1996年于慕尼黑大學就讀法學系，其論文是研究1989年聯合國成立的「兒童權利條款」，與卡爾一同替漢斯·格魯古·休伯特當朗讀的兼職。
妮娜·弗多拿／安娜·李貝特（Nina Fortner / Anna Liebert，香港譯名：麗娜·霍路德那 / 安娜·利貝爾）
配音：能登麻美子／幼少期：塚田真依（日本）；曾秀清／幼少期：曾秀清（香港）
出生於1975年5月。約翰的雙胞胎妹妹，且是約翰唯一重視的人。隨著為東德貿局顧問的養父母越境至西德，父母遭到殺害後與哥哥一同被送進杜塞爾多夫艾斯勒紀念醫院。由於養父母被槍殺後一直處於喪失心智的狀態，在院長等人安排下與被救回來的哥哥約翰見面，卻因為見到哥哥而發出慘叫後暈倒。不久便發生醫院院長等3名醫生離奇死亡，同時與雙胞胎哥哥一同失蹤。9年後已被再度收養，並就讀海德堡大學，對於10歲以前的事情完全沒有記憶，而常常被惡夢糾纏。在某天收到不明郵件表示「很快將來接她」之後漸漸回想起幼年時發生的事情。
艾娃·海尼曼（Eva Heinemann，香港譯名：艾花·凱力文）
配音：小山茉美（日本）；沈小蘭（香港）
杜塞道夫艾斯勒紀念醫院院長的女兒，天馬賢三的前未婚妻，性格驕矜、为人势利。天馬被撤職後她馬上解除婚約，而父親遇害後一度想挽回天馬但被拒絕，警方調查時便將凶案疑点引向到天马身上。艾娃先後結婚三次均離異收場，靠著遺產和贍養費過著揮霍無道的生活，性格也變得歇斯底里。
海因里希·倫克督察（倫克督察）（Inspector Heinrich Lunge，香港譯名：倫華探長）
配音：磯部勉（日本）；張炳強（香港）
德國聯邦調查局的督察。擁有超乎常人的邏輯推理思維，辦案方式相當主觀，會將自己帶入犯罪者角色來思考案件，但破案率奇高，卻因為重於工作而遭妻女拋棄。認為「約翰」只是天馬的人格分裂產生出的角色，將天馬作為連串兇案的兇手，但在追查天馬過程中逐漸意識到了「約翰」的真實存在。
古利馬／諾麥亞（Wolfgang Grimmer / Mr. Neumeyer）
配音：田中秀幸／幼少期：河原木志穗（日本）；翟耀輝（香港）
自由身記者，1954年出生。個性友善，面孔笑容可掬，隱藏另一個擁有暴力傾向的人格。曾經是511兒童院的孤兒，受過不人道的洗腦教育。其後一直追查有關511兒童院的黑幕。
迪特（Dieter，香港譯名：迪達）
配音：竹内順子（日本）；蔡惠萍（香港）
受前511幼兒之家教官的養父虐待，被天馬所救的少年，隨後跟隨著天馬及妮娜一起踏上旅途。

### 天馬的協助者
休葛·貝倫哈特（Hugo Bernhard）
配音：山野史人（日本）
法國外籍兵团出身，1979年參加尼加拉瓜內戰，1981至1984年加入阿富汗反政府游擊隊，1987年在以色列MOSSAD的暗殺伊斯蘭激進派行動中擔任重要角色。最終成為教導使用槍枝技能的老師，花了5個月時間教導天馬用槍的基本技術。
海格爾（Otto Heckel，香港譯名：希佳爾）
配音：安原義人（日本）；李錦綸（香港）
街头混混，心術不正但本性不壞，廚藝高明。一直想利用天馬的医术來賺大錢。
魯迪·吉蘭醫師（Dr. Rudi Gillen）
配音：菅生隆之（日本）；潘文柏（香港）
心理醫生，犯罪心理學權威，天馬大學時代的競爭對手，一直誤會天馬鄙視自己。天馬為了了解約翰的留言而尋求於他的幫助，本來打算與警方合作將天馬捉拿歸案，但發現到約翰策劃殺害坎普夫人的內情後，決定幫助天馬。在利亞特·布郎調查未結殺人案這事上，與恩師萊希瓦醫生全力協助。
萊希瓦醫生（Dr. Julius Reichwein）
配音：永井一郎（日本）；林保全（香港）
慕尼黑心理療法中心的精神分析醫生。1937年出生，天馬在大學時代的恩師，魯迪·吉蘭醫生亦是其大學學生之一。當過邊境巡警的醫生，懂得空手道和柔道。始終堅信天馬是無辜的，並盡力營救他。
菲利茲·法帝馬（Fritz Vardemann）
配音：大林隆介（日本）；潘文柏（香港）
畢業於杜塞爾多夫大學法律系的律師。因認為其父親是含冤而逝，樂於接受冤案的委托。父親戰後從捷克斯洛伐克移民到德國，1949年開辦一家廣播電台，每天播放「Over The Rainbow」（自由主義的象徵曲）為始曲和終曲。後來其父親因涉嫌間諜活動及謀殺聯邦議會議員而被判了20年監禁，但其父親堅稱自己是無辜的，最終於1972年在監獄中去世。
受了一群曾被天馬救助的病人們委托，成為了天馬的辯護律師，期間妻子伊莎肚裡的女兒出世了。

### 約翰的相關人物
羅伯特／阿爾弗雷德·鮑爾／阿道夫·萊因哈特（Roberto / Alfred Baul）
配音：勝部演之（日本）；招世亮（香港）
出身自「511幼兒之家」的職業殺手，崇拜約翰而多次主動殺害對約翰不利的人物。在法國尼斯擔任米勒的貼身保鏢兼好友。殺掉偵探後，派人企圖殺掉妮娜不遂。米勒死後回到德國。多次追殺天馬，在慕尼黑大學圖書館蹤火案中，他的右臂中了天馬開出的2槍，往后使不出力气开枪。
後來他以阿爾弗雷德・鮑爾律師的身份再度出現，向天馬透露要殺掉1986年曾目擊約翰的艾娃·海尼曼。
寶寶（The Baby）
配音：熊倉一雄（日本）；招世亮（香港）
極右翼組織的領袖，兼任兩個右翼政黨的幹部，希望在柏林牆倒下後建立一個純德意志人的城市。狂热地崇拜着希特勒并希望在約翰的領導下，執行種族清洗。
格德利茲教授（Professor Günter Geidlitz）
配音：家弓家正（日本）
極右翼組織四大領袖之一，德累斯頓大學教授。
渥夫將軍（General Helmut Wolf）
配音：北村弘一（日本）；林保全（香港）
前東德將軍，從東德逃出帶走了大筆錢財。在捷克與東德接壤邊境，發現並救助了約翰和安娜，並察覺到約翰過於常人之處。救醒年幼的約翰後，渥夫問了約翰感覺怎麼樣，約翰回答你很快就會知道，隨後渥夫的親人、朋友、下屬先後死亡，令其感受到孤獨的恐懼，認識自己的人都不在了如何能證明自己是渥夫。曾要求天馬將約翰殺掉。
克里斯多夫·吉瓦尼西（惡魔的弟子）（Christof Sievernich）
配音：廣中雅志（日本）
吉瓦尼西家族的年轻继承人，该家族是欧洲显赫的企业巨头之一，他被马丁揶揄为“恶魔的弟子”。他的父亲欧内斯特曾是極右翼组织的领袖之一，克里斯多夫并非其親生的孩子，而是被欧内斯特从东德非法收养的。表面上他是在艾娃·海尼曼的引導下認識約翰，但其实他最初在「511幼儿之家」时俩人便已熟识，当约翰摧毁孤儿院时，他作为唯一的幸存者与约翰一同逃离了设施，其后在约翰的协助下他进军政界开始了两人的一系列秘密计划。
彼得·查培克（Peter Čapek）
配音：田中信夫／幼少期：渕崎有里子（日本）
法蘭茲·波納帕達的直屬部下。白髮戴眼鏡，交際圓滑的捷克裔移民。他跟米蘭・庫拉修牙醫是青梅竹馬的好朋友。他亦是薔薇邸宅的倖存者，并自以為是地一心想製造出獨裁者，後來才發現原来一切都是在按照約翰的計劃順利進行，而他自己却根本無法控制。
法蘭茲·波納帕達／克勞斯·波佩（筆名）（Franz Bonaparta / Klaus Poppe，香港譯名：法蘭斯·波拿巴達）
配音：野澤那智（日本）；張炳強（香港）
心理學家，精神科博士，腦外科醫生，捷克斯洛伐克秘密警察的上校，擁有特權，被稱為「薔薇邸宅的主人」。在人格改造實驗中創造出怪物般的天才「約翰」，卻因某起事件使實驗失控。
他亦是一名繪本作家，以多個筆名出版繪本。由莫拉比亞出版社出版的《沒有名字之怪物》的童話書深深影響了約翰和安娜兩兄妹。
米海爾·李貝特（香港譯名：米海盧·李貝爾）
雙胞胎約翰及安娜的養父。前東德貿易局顧問，逃至西德。在1986年的一晚在家中與妻子一同被殺害。

### 其他人物
亞德夫·勇克斯（香港譯名：阿道夫·尤恩凱路斯）
中年夫婦被殺害案件中，出現過在其中3件現場的竊盜犯鎖匠。受僱於約翰，但被警察盯上後另兩名同伴"玩刀的弗利茲"及"巨漢波利斯"相繼死亡，自己也感受到威脅逃亡，意外發生車禍來到醫院被天馬醫生救治，但最後還是遭到約翰槍殺。
卡爾·諾伊曼（Karl Neumann/Schubert）
配音：關智一／幼少期：時田光（日本）；黃啟昌（香港）
漢斯・格魯古·休伯特和瑪爾格特・蘭卡的兒子。慕尼黑大學經濟學院企管系學生，離開母親後輾轉為現任養父母所收養。與約翰一同替休伯特當朗讀的兼職（逢周二），經常被休伯特責備，但心裡一直不能說出身世的真相。
樂蒂·法蘭克（Lotte Franck）
配音：冰上恭子（日本）；周文瑛（香港）
和卡爾同在慕尼黑大學就讀文化人類學的女學生，好於調查，對卡爾抱著淡淡的愛戀之心。為漢斯・格魯古・休伯特打點其鎖碎的事情。
漢斯·格魯古·休伯特（Hans Georg Schubert）
配音：羽佐間道夫（日本）；盧國權（香港）
有「巴伐利亞的霍華・休斯」稱號的、與「巴伐利亞吸血鬼」之稱的神秘富豪。年邁、雙目近乎失明，只喜歡美的事物。曾與身為高級妓女的瑪爾格特・蘭卡有一段感情關係。因為曾經捨棄兒子，一直感到內疚。休伯特曾經2次破產，失明前每次失意都喜歡到奧寶貝格森林觀鳥賞景，然後重新振作。
瑪爾格特·蘭卡／海倫卡·諾娃可（Margot Langer / Helenka Novakova，香港譯名：瑪葛·蘭卡/赫蓮卡·諾娃哥巴）
配音：田中敦子（日本）；黃玉娟（香港）
捷克裔妓女，1955年8月12日生於布拉格，1970年於15歲時非法入境前德國聯邦共和國。在慕尼黑從事高級妓女的職業，以政經界人士為主要客源。與漢斯・格魯古・休伯特有過一段關係，22歲生下兒子卡爾。1992年引退並定居於黑森州奧芬巴赫。1995年11月2日在海德街上神秘遇害。
瑪爾格特給好友的信件透露，15歲時從事反政府活動，從捷克逃亡到德國。當時約翰與安娜的母親在邊境被捕，遣返布拉格後生下雙胞胎。
利亞特·布朗（Richard D. Braun）
配音：有川博（日本）
前慕尼黑警署刑警，後來成為偵探。曾因酗酒而誤殺了一名17歲的連續殺人犯，革職後接受萊希瓦醫生的心理治療。妻子和女兒羅絲瑪莉因他酗酒成性而離開。
受聘於漢斯・格魯古・休伯特調查亞德姆特・法蘭的身世，直到親生兒子卡爾的出現及亞德姆特的自殺，休伯特吩咐其調查工作到此為止，但本人表示背後可能藏著巨大陰謀而不會停止調查。
舒特芬·尤斯（Stefan Joos）
17歲的連續殺人犯，曾犯下過9起強姦殺人以及2起殺人未遂。曾是東柏林「511幼兒之家」的孤兒之一，遭受過精神虐待。最終死在利亞特・布朗的槍下。
米海爾·伊萬諾維奇·彼得諾夫／萊因哈特·比亞曼（Mikhail I. Petrov / Reinhard）
配音：大塚周夫（日本）
前東德511幼兒之家的前院長，心理學家，精神科醫生，曾在內政部專項是科學地進行人格矯正即洗腦。其堅稱自己在511幼兒之家實踐的教育計劃是成功。後以俄羅斯移民身份在布拉格定居，並無證經營孤兒院。
楊·斯庫（Detective Jan Suk，香港譯名：恩·薛谷）
配音：菅沼久義（日本）；陳卓智（香港）
捷克布拉格警署刑警，自小希望成為一位正義的刑警。雙親是教師，但父親參加了民主運動被當局盯上，母親為兒子的前途著想便跟父親離婚。現在母親患重病而住院中，母子一直相依為命，感情很好。
由於揭發了警署內部跟前捷克斯洛伐克秘密警察勾結，被捲入了一連串殺人事件，甚至被視為頭號嫌疑犯。他無意中在酒吧裡認識了一名金髮美女，並對其著迷。
塞曼警長（Inspector Filip Zeman，香港譯名：謝曼警長）
配音：掛川裕彦（日本）；招世亮（香港）
捷克布拉格警署警長，楊·斯庫最尊敬的上司。涉嫌跟前捷克斯洛伐克秘密警察勾結，收受賄金。曾逼害古利馬記者。
克萊爾·蘭基上校（Karel Ranke）
配音：坂口芳貞（日本）
前捷克斯洛伐克秘密警察的首腦人物，曾在駐東柏林的捷克斯洛伐克大使館內任情報上校。妹妹和妹夫早逝，他聽聞「511幼兒之家」可科學地培育兒童成為共產主義的精英，於是送其外甥進去。其外甥名叫阿道夫·萊因哈特，夢想是成為昆蟲學家。
瓊塔·米爾希（Günther Milch，香港譯名：堅達·米希）
配音：千葉繁（日本）；張炳強（香港）
監禁于聖魯道夫州警察局看守所的在押犯。兒時雙親工作時被長期困在櫃子裡，夢想是前往突尼西亞。有多次成功越獄的經驗的他最终協助天馬越獄。
利普斯基（Jaromir Lipsky）
配音：平田廣明（日本）
法蘭茲·波拿巴魯特的兒子，居住在捷克布拉格，平日以街頭木偶戲為業但生意不佳。
馬丁（Martin Reest）
配音：池田秀一／幼少期：福圓美里（日本）
跟随「寶寶」足有3年的手下，之前因犯了殺人罪而入獄8年。2個月前受彼得・查培克指派他去貼身保護艾娃・海尼曼。當艾娃完成她的任務後，因違抗殺害艾娃的命令，被組織在法蘭克福的洛森海姆追殺而喪命。
米蘭·庫拉修（Milan Kolasch，香港譯名：米蘭·哥拉斯）
配音：大塚明夫／幼少期：藤井あさこ（日本）；招世亮（香港）
捷克裔牙醫。他與彼得・查培克是青梅竹馬的好朋友，帮助對方從捷克移民來到德國是他最後悔的一件事。後來，他的兒子竟成為查培克课堂学生集體自相殘殺案件中的主犯，並在看守所內自殺，自此他发誓要向查培克复仇。他曾救回被車撞倒的天馬。
拜斯巴哈（Egon Weisbach）
配音：（日本）；（香港）
北萊茵-威斯特法倫州警察。退休前發現，目前辦理的案件，與10多年前辦理過的艾斯勒紀念醫院院長三人的糖果毒殺案，似乎相關連而耿耿於懷。